# Ziliz, Borsod-Abaúj-Zemplén
Ziliz este un sat în districtul Edelény, județul Borsod-Abaúj-Zemplén, Ungaria, având o populație de 362 de locuitori (2011). 

## Demografie
Componența etnică a satului Ziliz
     Maghiari (100%)
Componența confesională a satului Ziliz
     Reformați (66,85%)
     Romano-catolici (18,23%)
     Greco-catolici (1,66%)
     Fără religie (1,38%)
     Necunoscută (11,88%)
Conform recensământului din 2011, satul Ziliz avea 362 de locuitori. Din punct de vedere etnic, majoritatea locuitorilor (100,0%) erau maghiari.  Din punct de vedere confesional, majoritatea locuitorilor (66,85%) erau reformați, existând și minorități de romano-catolici (18,23%), greco-catolici (1,66%) și persoane fără religie (1,38%). Pentru 11,88% din locuitori nu este cunoscută apartenența confesională.